# Mittelmeer-Rundfahrt 2011
Die 38. Mittelmeer-Rundfahrt (offiziell Tour méditerranéen cycliste professionel) war ein französisches Rad-Etappenrennen, das vom 9. bis zum 13. Februar 2011 stattfand. Es wurde in fünf Etappen über eine Gesamtdistanz von 695,8 Kilometern in der französischen Provence-Alpes-Côte d’Azur ausgetragen. Das Rennen war Teil der UCI Europe Tour 2011 und dort in die Kategorie 2.1 eingestuft.
David Moncoutié vom Team Cofidis, le Crédit en Ligne holte das Gelbe Trikot des Gesamtsiegers mit elf Sekunden Vorsprung auf seinen Landsmann Jean-Christophe Péraud (Ag2r La Mondiale) und dem Niederländer Wouter Poels, der auch bester Nachwuchsfahrer wurde.

## Teilnehmer
Insgesamt sieben ProTeams schickten Abordnungen an die Mittelmeer-Rundfahrt 2011. Außerdem nahmen alle internationalen französischen Teams am Rennen teil. Hinzu kamen noch zwei ausländische Professional Continental Teams sowie die Continental Teams Miche und Endura Racing. Nominiert wurden fünf deutsche Profis. Österreicher oder Schweizer standen nicht am Start.
| UCI ProTeams Sky ProCycling Ag2r La Mondiale Katusha Team             | Team Garmin-Cervélo Movistar Team Saxo Bank SunGard      | Vacansoleil-DCM |
| UCI Professional Continental Teams FDJ Bretagne-Schuller Skil-Shimano | Team Europcar Cofidis, le Crédit en Ligne Acqua & Sapone | Saur-Sojasun    |
| UCI Continental Teams Miche Endura Racing Big Mat-Auber 93            | Roubaix Lille Métropole Vélo-Club La Pomme Marseille     |                 |

## Etappen und Rennverlauf
Die erste Etappe im Nordwesten der Provence-Alpes-Côte d’Azur führte über welliges Terrain, mit dem Col de Pointu stand sogar eine Bergwertung der ersten Kategorie auf dem Plan. Obwohl die letzten Kilometer abschüssig verliefen und die Sprintermannschaften im Feld Tempoarbeit leisteten, konnte die fünfköpfige Ausreißergruppe des Tages drei Sekunden ins Ziel retten, der französische Meister Thomas Voeckler gewann den Sprint der Gruppe. Die Strecke führte auf den folgenden Abschnitten immer mehr nach Südwesten. Der zweite Tag enthielt nur in der ersten Hälfte ernsthafte Steigungen, unter anderem den Col des Portes (1. Kategorie). Im Massensprint siegte der Franzose Romain Feillu von Vacansoleil-DCM, der auch auf den beiden folgenden, vom Profil her ähnlichen, Abschnitten – sogar beim steilen Anstieg zum Ziel in Biot – nicht zu schlagen war und dank der Zeitbonifikationen Gelb übernahm.
Die Rundfahrt endete in Toulon am Mont Faron, der traditionell bei jeder Mittelmeer-Rundfahrt ansteht, und wo die Entscheidung um den Gesamtsieg fiel. Durch seinen Solosieg sicherte sich David Moncoutié von Cofidis, le Crédit en Ligne das Gelbe Trikot. Es war bereits sein dritter Karriere-Sieg auf dem Faron.
| Etappe | Tag         | Start – Ziel                | Typ         | km  | Etappensieger   | Gesamtwertung   |
| ------ | ----------- | --------------------------- | ----------- | --- | --------------- | --------------- |
| 1.     | 9. Februar  | Maubec-Coustellet – Pertuis | Flachetappe | 120 | Thomas Voeckler | Thomas Voeckler |
| 2.     | 10. Februar | Saint-Cannat – Rousset      | Flachetappe | 120 | Romain Feillu   | Thomas Voeckler |
| 3.     | 11. Februar | Carnoux – La Farlède        | Flachetappe | 130 | Romain Feillu   | Romain Feillu   |
| 4.     | 12. Februar | La Londe-les-Maures – Biot  | Flachetappe | 155 | Romain Feillu   | Romain Feillu   |
| 5.     | 13. Februar | Biot – Toulon (Mont Faron)  | Hügeletappe | 165 | David Moncoutié | David Moncoutié |